# Articulation temporo-mandibulaire

Vue latérale de l'articulation de la mandibule

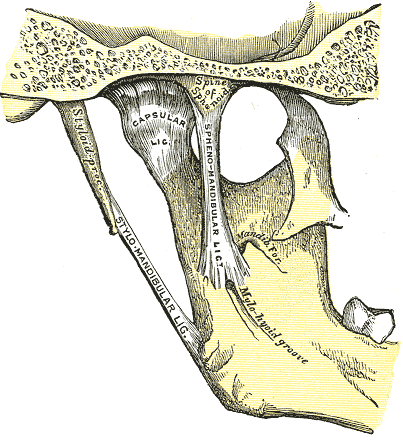
Vue médiale de l'articulation de la mandibule

Pour les articles homonymes, voir ATM.
L'articulation temporo-mandibulaire, abrégé ATM, est une diarthrose (ou synoviale, de type bi-condylaire) qui unit la fosse mandibulaire de l'os temporal avec le condyle de la mandibule par l'intermédiaire d'un disque articulaire fibrocartilagineux et fermée par une capsule articulaire.
Le disque articulaire, de forme ellipsoïdale divise fonctionnellement l'articulation en deux. Avec deux membranes synoviales une supérieure et une inférieure tapissant les deux cavités articulaires supérieure et inférieure de l'articulation.
Ces deux articulations fonctionnent en synergie permettant d'obtenir des mouvements combinés. La première est une rotation du condyle de la mandibule avec le disque articulaire qui se traduit par l'ouverture de la cavité buccale ; la seconde est une translation entre le disque articulaire et l'os temporal qui se traduit par une latéralisation de la mâchoire.
Elles permettent ainsi les mouvements de la mandibule (mâchoire) par rapport au crâne et offrent plusieurs fonctions :
- la déglutition, salivaire ou prandiale (alimentaire) ;
- la mastication ;
- la phonation ;
- le bâillement.

Les muscles qui mobilisent l'articulation entre les mâchoires sont les muscles manducateurs ou muscles posturaux : muscles masticateurs, tel le muscle temporal, le muscle masséter ou les muscles ptérygoidiens, et les muscles sus-hyoïdien et sous-hyoïdiens. Ils déterminent des mouvements :
- de propulsion ou rétropulsion de la mandibule, (menton en avant ou en arrière) ;
- d'abaissement ou d'élévation, (ouverture ou fermeture de la bouche) ;
- de diduction (mouvements de latéralité).

L'articulation est renforcée par des ligaments intrinsèques :
- les ligaments discaux, externe et interne, fixent le disque au condyle mandibulaire ;
- le ligament capsulaire entoure la capsule articulaire et la renforce ;
- le ligament temporomandibulaire ou latéral fixe la capsule de façon oblique,

ainsi que par les ligaments extrinsèques (ou accessoires) :
- le ligament sphénomandibulaire (entre le sphénoïde et la mandibule) ;
- le ligament stylomandibulaire (entre le processus styloïde de l'os temporal et la mandibule)

## Syndrome dysfonctionnel de l'articulation temporo-mandibulaire

### Descriptions
La pathologie de l'articulation temporo-mandibulaire se traduit par des douleurs musculaires (myalgies), des craquements, des ressauts à l'ouverture et à la fermeture. Sa proximité de l'oreille peut engendrer des acouphènes, des otalgies, de l'hyperacousie, des sensations de vertige ou d'oreille bouchée.

### Étiologie
Les causes de la dysfonction sont :
- une mauvaise occlusion : toute dégradation de l'occlusion se répercute à terme sur l'articulation des mâchoires ;
- l'existence de parafonctions (serrer les dents, grincer des dents ou bruxisme) générées ou, le plus souvent, aggravées par le stress ;
- une dysfonction dans le jeu des muscles agonistes et antagonistes, ou une réduction de la phase de repos physiologique des muscles, voire des crampes musculaires ;
- une différence de la hauteur des membres inférieurs[réf. souhaitée] ;
- une mauvaise position de la langue entrainant une mauvaise déglutition salivaire ;
- dans le cas de certaines dystonies oromandibulaires (DOM), les muscles de l'ATM peuvent être impliqués par les spasmes ;
- l'utilisation excessive du téléphone portable/smartphone[2].

### Symptômes

#### Troubles otologiques
Les troubles otologiques (acouphènes, hyperacousie et otalgie) sont fréquents dans les troubles des articulations temporo-mandibulaires,. Il est de plus en plus envisagé que les troubles ATM entrainent une contraction tonique du muscle tenseur du tympan à l'origine de ces troubles (symptômes très proche du syndrome tonique du muscle tenseur du tympan).
Plusieurs hypothèses pourraient expliquer la relation entre les troubles ATM et leurs conséquences sur la tonicité du muscle tenseur du tympan. Par exemple, des troubles réflexes du muscle tenseur du tympan en lien avec le ligament disco-malléolaire. En effet, ils se produiraient en raison de la stimulation directe du marteau à travers ce ligament malléolaire.